# Stardumb Records
Stardumb Records is een platenlabel uit Rotterdam dat werd opgericht in 2000 door Stefan Tijs en Kevin Aper. Het label is gespecialiseerd in punkrock, maar brengt ook platen uit in andere (rock)muziekstijlen. Voorbeelden van artiesten die een album, ep of single bij Stardumb Records hebben uitgegeven zijn Nederlandse acts als The Apers, Travoltas, El Pino and the Volunteers, The Madd, Anne Frank Zappa, The Windowsill en Wiseguy maar ook internationale artiesten als The Queers en Groovie Ghoulies (beiden V.S.), The Manges (Italië), The Backwood Creatures (Duitsland) en Zatopeks (U.K.).

Naast het uitgeven van geluidsdragers, gaf Stardumb Records van 1998 tot 2002 zeven edities van het onregelmatig verschijnende tijdschrift Stardumb Punkrockzine uit.

Ook organiseerde Stardumb Records meerdaagse festivals als de Stardumb Rumble (1999, 2000, 2001, 2010), de Winter Rumble (2003, 2004, 2005) en de Rotterdam Rumble (2004, 2005, 2006, 2007). Op deze festivals speelden nationale en internationale bands uit de punkrock- en garagerockscene.

Kevin Aper richtte na hij Stardumb Records had verlaten het platenlabel Monster Zero op.